# Aulacospermum turkestanicum
Aulacospermum turkestanicum är en flockblommig växtart som först beskrevs av Adrien René Franchet, och fick sitt nu gällande namn av Boris Konstantinovich Schischkin. Aulacospermum turkestanicum ingår i släktet Aulacospermum och familjen flockblommiga växter. Inga underarter finns listade i Catalogue of Life.